# Georg Pauli
Georg Wilhelm Pauli, né le 2 juillet 1855 à Jönköping et mort le 28 novembre 1935 à Tullinge, près de Stockholm, est un peintre suédois.

## Biographie
Pauli est le fils d'un parfumeur, August Pauli (1815-1904) dont la famille a émigré en Suède au XVIIe siècle. Il étudie de 1872 à 1875 à l'académie royale des arts de Suède et fait des voyages d'études plusieurs fois en France et en Italie. Il est influencé par le naturalisme et par Bastien-Lepage. Il épouse l'artiste Hanna Hirsch (1864-1940) en 1887. Il est directeur de l'école de dessin et de peinture dépendant du musée de Göteborg de 1893 à 1897, puis il passe une année entière en Italie. C'est dans les années 1890 qu'il se tourne vers le symbolisme et notamment le synthétisme, mis en avant par Gauguin et Anquetin.
En 1885 et 1886, il est un des meneurs du groupe d'artistes suédois installés à Paris à l'origine de la Konstnärsförbundet (sv) (« Fédération des artistes »), une organisation créée en 1886 en opposition à l'académie des Beaux-Arts de Stockholm.
Il rencontre André Lhote avant la Grande Guerre qui l'initie au cubisme, mais il abandonne ce style quelques années après la guerre.
Georg Pauli habite à Nacka, près de Stockholm, à partir de 1905, et passe les hivers en France. 
En plus de sa carrière de peintre, Pauli est l'auteur d'ouvrages historiques, notamment Pariserpojkarne ("Les gars de Paris") et Opponenterna ("Les opposants") qui relatent l'histoire de la colonie d'artistes scandinaves établis à Paris dans les années 1880 et dont il a fait partie. Il illustre aussi des livres, notamment les sagas de Selma Lagerlöf.
Il reçoit au cours de sa carrière plusieurs commandes de fresques, dont celles du musée de Göteborg, de l'opéra royal de Stockholm et d'autres institutions publiques.
Nombre de ses œuvres sont visibles au Nationalmuseum à Stockholm.

## Illustrations

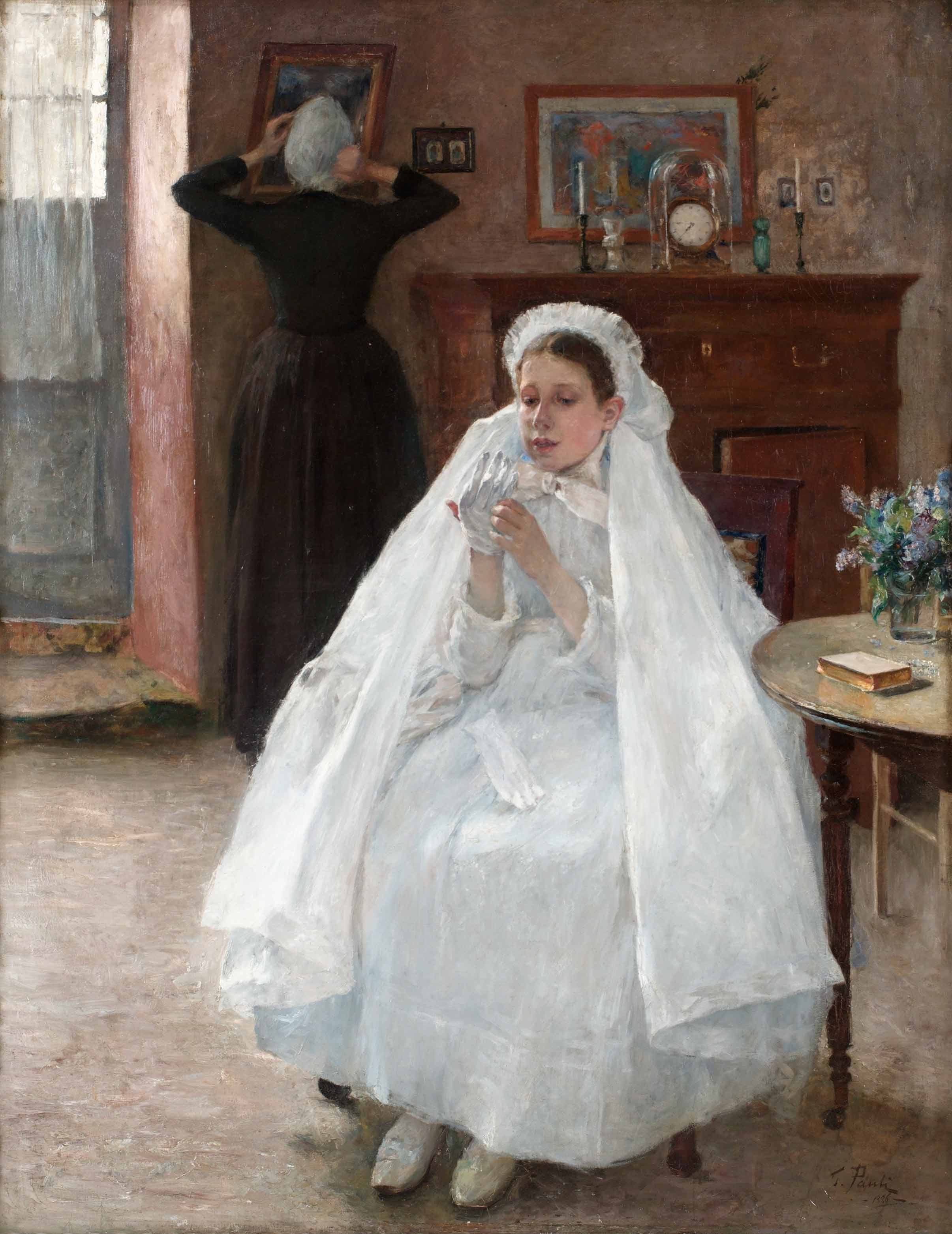
Fillette en France se préparant à sa communion solennelle, HST 137 × 106.
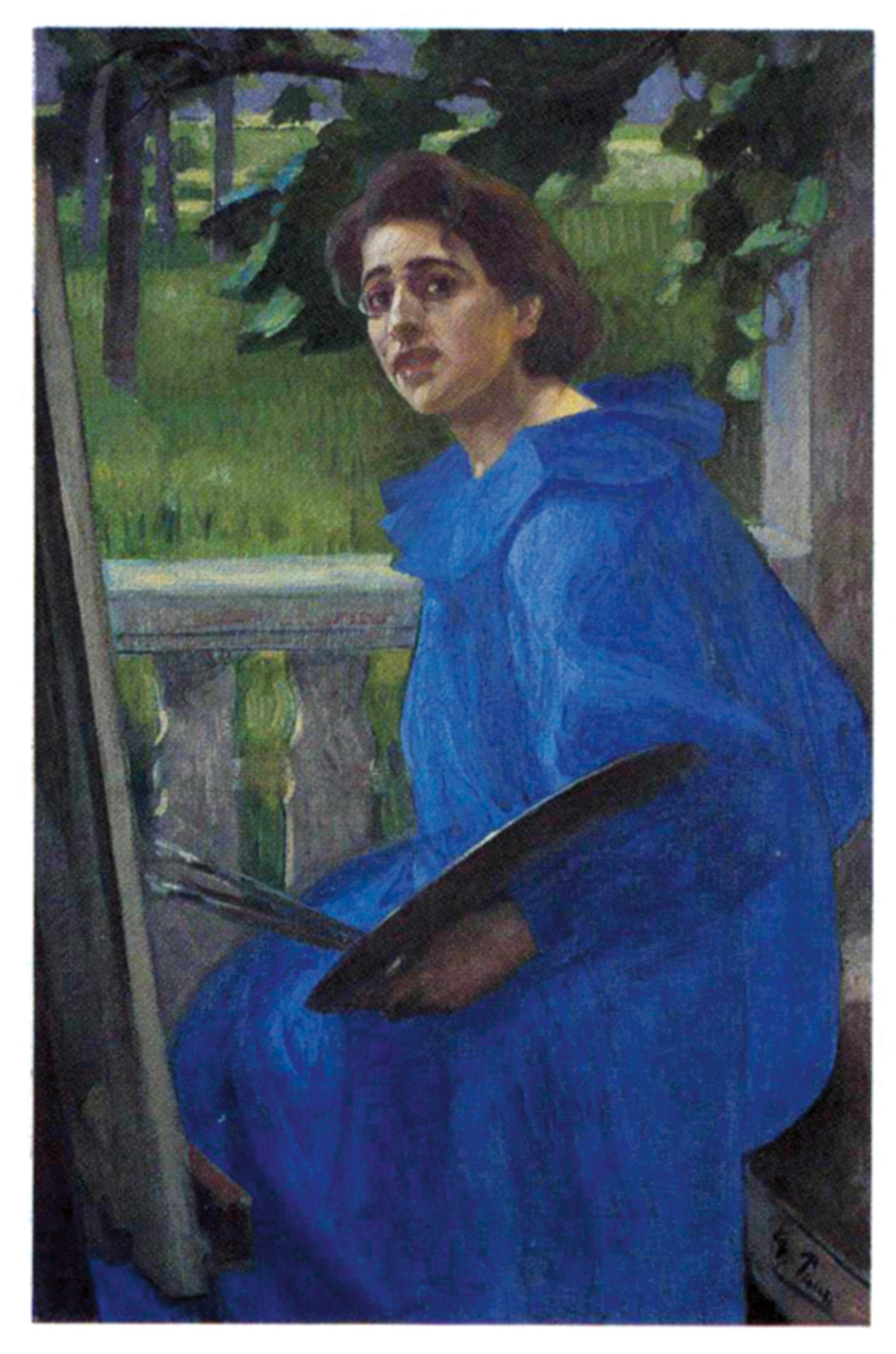
Portrait d'Hanna Pauli, épouse de l'artiste, HST, musée de Jönköping (1896).
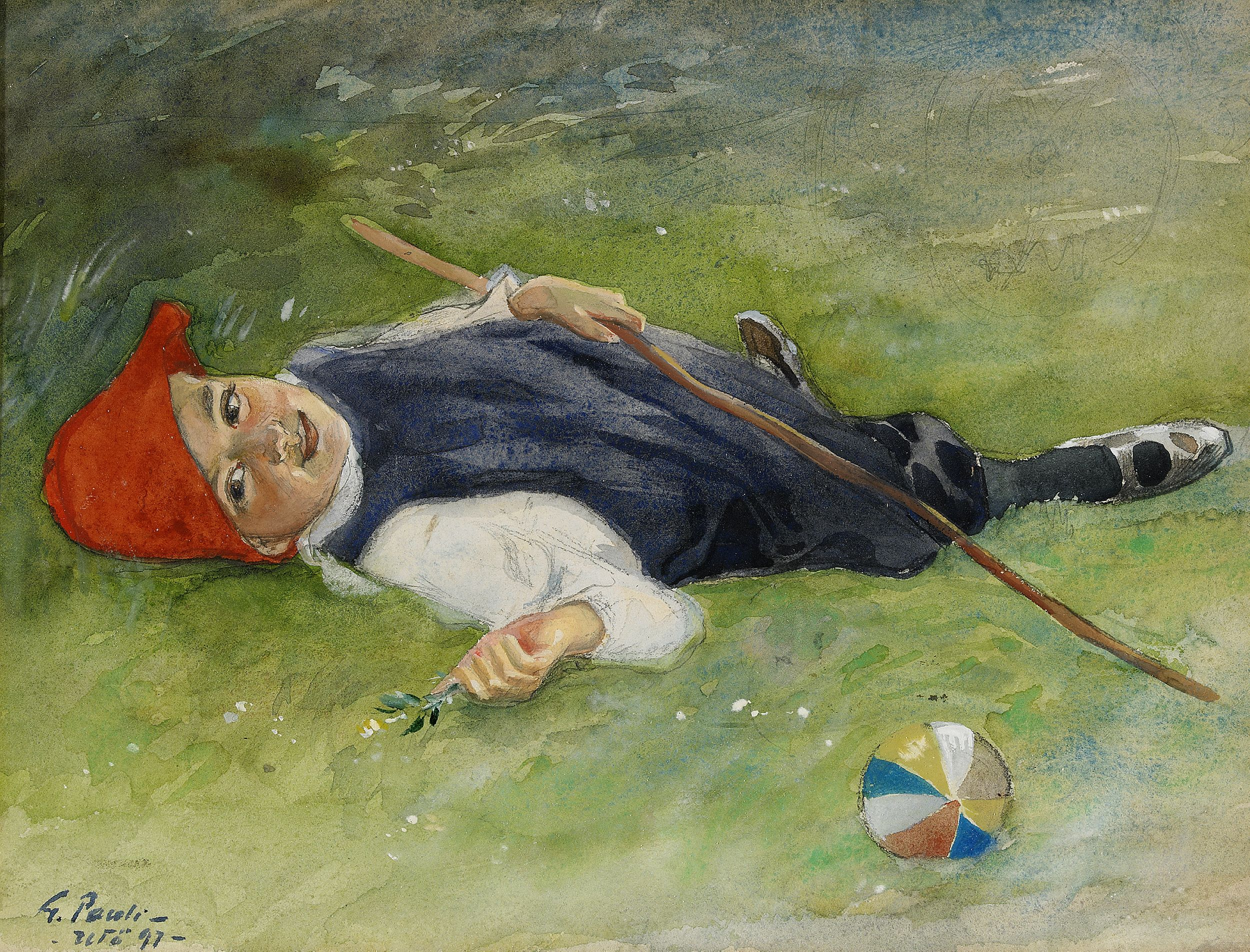
Göran allongé sur la pelouse, aquarelle, 22 × 30.
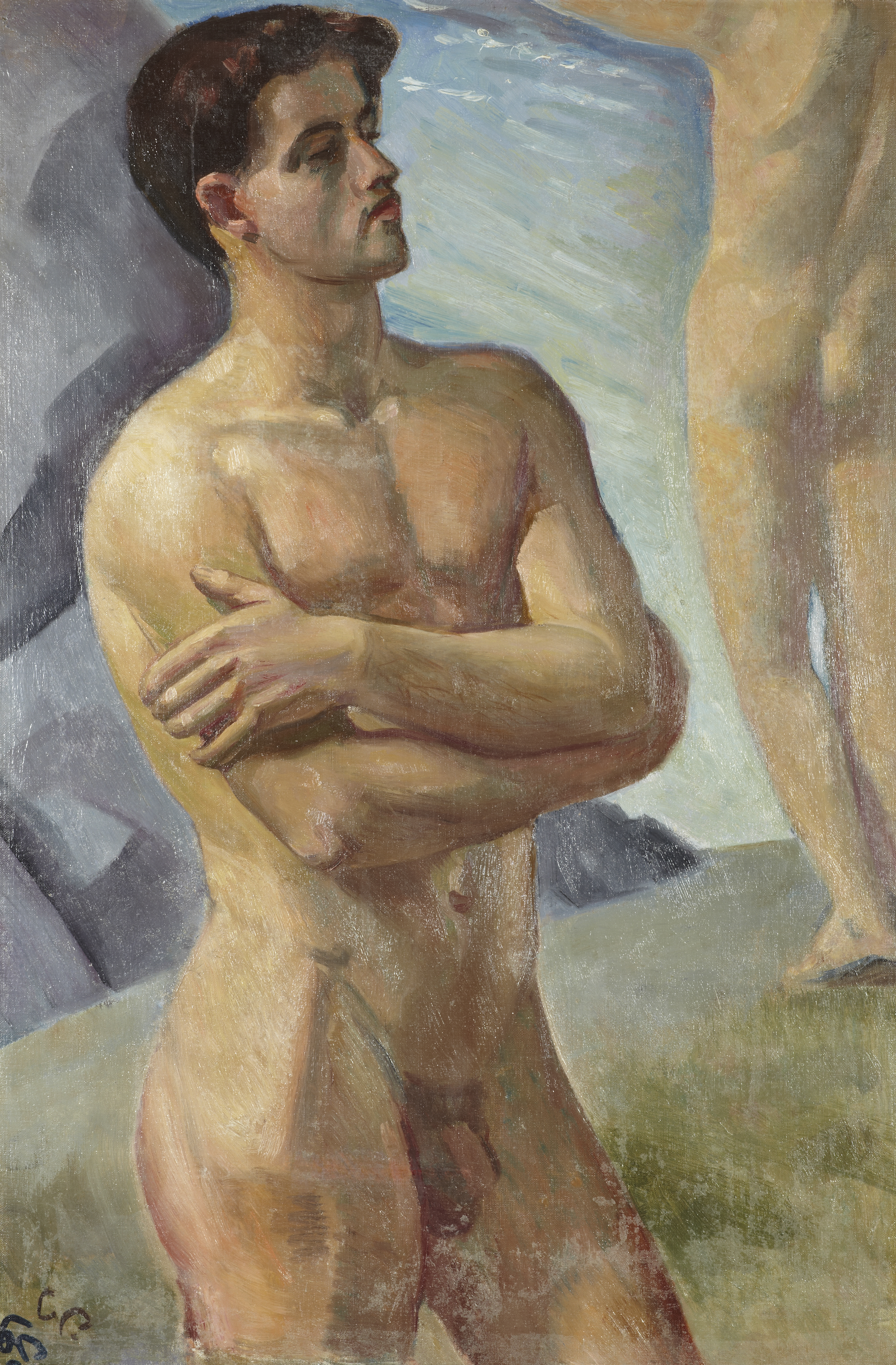
Baigneur, HST, 92 × 60.